# Alessio Faustini
Alessio Faustini (* 10. Juni 1960 in Rom) ist ein ehemaliger italienischer Marathonläufer. 
1983 gewann er den Marathon der Universiade in Edmonton. Beim IAAF-Weltcup-Marathon 1985 kam er auf den 23. Platz, und 1986 wurde er Elfter beim Fukuoka-Marathon. 1988 gewann er Silber beim Europacup-Marathon.
Beim im Rahmen des London-Marathons ausgetragenen IAAF-Weltcup-Marathon 1991 belegte er den 14. Platz. Im selben Jahr erreichte er bei den Leichtathletik-Weltmeisterschaften in Tokio nicht das Ziel.
1992 siegte er beim Turin-Marathon mit seiner persönlichen Bestzeit von 2:11:03 h und qualifizierte sich damit für die Olympischen Spiele in Barcelona, bei denen er auf Rang 44 einlief.